# DJ Snake
DJ Snake, de son vrai nom William Grigahcine, né le 13 juin 1986 à Paris, est un DJ, compositeur, producteur et réalisateur artistique franco-algérien.
Il fait ses débuts au niveau international avec le single Turn Down for What en 2013. DJ Snake annonce travailler sur une collaboration avec le musicien Diplo, initialement prévue en 2014 ; elle est annoncée en 2015 avec la sortie du single Lean On en collaboration avec la chanteuse MØ et Major Lazer, le groupe de Diplo. Le disc jockey Dillon Francis et DJ Snake font partie de la tournée Mothership Tour du musicien Skrillex.
Son premier album, Encore est commercialisé le 5 août 2016 sous le label Interscope Records et son second album Carte Blanche sort le 26 juillet 2019. Il annonce le 10 mai 2025 sur la scène du Stade de France, la sortie de son troisième album, Nomad prévue le 5 septembre 2025.

## Biographie

### Jeunesse
William Sami Étienne Grigahcine, naît à Paris d'un père français et d'une mère d'origine algérienne et grandit à Ermont, dans un quartier de la banlieue parisienne, qu'il décrit comme « un ghetto », ainsi qu'au Plessis-Bouchard.
Il trouve sa vocation jeune, après avoir regardé le film La Haine de Mathieu Kassovitz, en 1995, en particulier une scène avec Cut Killer qui scratche le morceau Sound of da Police devant sa fenêtre. Il explique que ce film lui a littéralement fait « péter un câble » et que cela l'a conforté dans sa volonté de devenir DJ.
Dans sa jeunesse, le disc jockey réalise des graffitis, ce qui lui vaut le surnom de « Snake », car il parvient à échapper à la police. À propos de ce surnom, il déclare : « Quand j'ai commencé à devenir DJ, tout le monde m'appelait 'Snake' dans ma ville, je me suis dit DJ Snake, OK, allons-y. Le nom est nul, mais c'est trop tard maintenant ». Au début de sa carrière, il se produit dans des clubs comme Les Bains Douches, le Queen ou encore le Gibus, à Paris. En 2005, il rencontre son manager Steve Gonçalves, qui l'encourage à créer sa propre musique.

### Carrière

#### Débuts
En 2011, DJ Snake produit la chanson Government Hooker sur l'album Born This Way de Lady Gaga. Cette chanson est prévue en tant que single mais Interscope Records décide d'arrêter la promotion de l'album après sa sortie. Il remixe quelques chansons de plusieurs artistes dont You Know You Like It d'AlunaGeorge, It's You de Duck Sauce, Bubble Butt de Major Lazer et Move Your Feet de Junior Senior. En 2013, DJ Snake produit trois chansons avec DJ White Shadow sur l'album Artpop de Lady Gaga, notamment Applause, Sexxx Dreams et Do What U Want,,.

#### Succès international (2013–2015)
En 2013, DJ Snake co-produit le single Promesses de Tchami, sorti le 24 juillet. Il collabore avec Lil Jon pour le titre Turn Down for What, qui est sorti sur le label Columbia Records, le 18 décembre,. La chanson s'est fait connaître dans une publicité de la société Sol Republic, diffusée en octobre. Turn Down for What entre dans le top 10 du Billboard's Dance/Electronic, durant la dernière semaine de décembre. En janvier 2014, le single, entré dans le top 5 des Dance/Electronic charts, se classe 38e au Billboard Hot 100. La chanson est certifiée disque d'or en février et platine en mars. La chanson atteint le top 10 du Billboard Hot 100 en avril. Le vidéo clip du single est sorti en mars.
En 2014, DJ Snake collabore avec Dillon Francis pour le titre Get Low, qui est le 1re single du premier album studio de Dillon Francis, Money Sucks, Friends Rule. Get Low et Turn Down for What sont tous deux apparus sur la bande originale de Furious 7. Parallèlement à la publicité obtenue par les publicités de Dodge et de Taco Bell mettant en vedette la chanson, l'inclusion de Get Low sur la bande originale a permis à la chanson de réintégrer le tableau Billboard Hot Dance/Electronic tandis que DJ Snake est de nouveau membre du Billboard Artist 100. Le 20 octobre, le remix de DJ Snake sur la chanson You Know You Like It d'AlunaGeorge est sorti sur Island Records,. You Know You Like It a été classé numéro un dans les classements Dance Play/Mix Show Airplay et Chansons rythmiques de Billboard en juin 2015,. Le même mois, l'Associated Press a classé le remix au 8e titre le plus diffusé sur Spotify aux États-Unis. En novembre 2015, la chanson a reçu la certification RIAA double-platine. Pour le remix, DJ Snake a utilisé une fusion de musique de danse européenne et de rythmes hip hop. Il lui a fallu environ quatre heures pour écrire. La collaboration a été réalisée via Internet, les voix étant envoyées par courrier électronique à DJ Snake, qui travaillait à Paris.
En 2015, DJ Snake collabore avec Diplo et son collectif Major Lazer pour produire le titre Lean On, ce qui le fait connaître aux États-Unis en raison du succès rencontré par le morceau. Son titre You Know You Like It, enregistré en collaboration avec AlunaGeorge en 2014, est également très téléchargé durant l'été suivant[source secondaire souhaitée]. Il a joué au festival de Coachella avec AlunaGeorge et MØ. Lean On et le remix de DJ Snake de You Know You Like It d'AlunaGeorge figuraient tous les deux parmi les 10 meilleurs morceaux de Shazam au Coachella.

#### Encore(2015-2017)

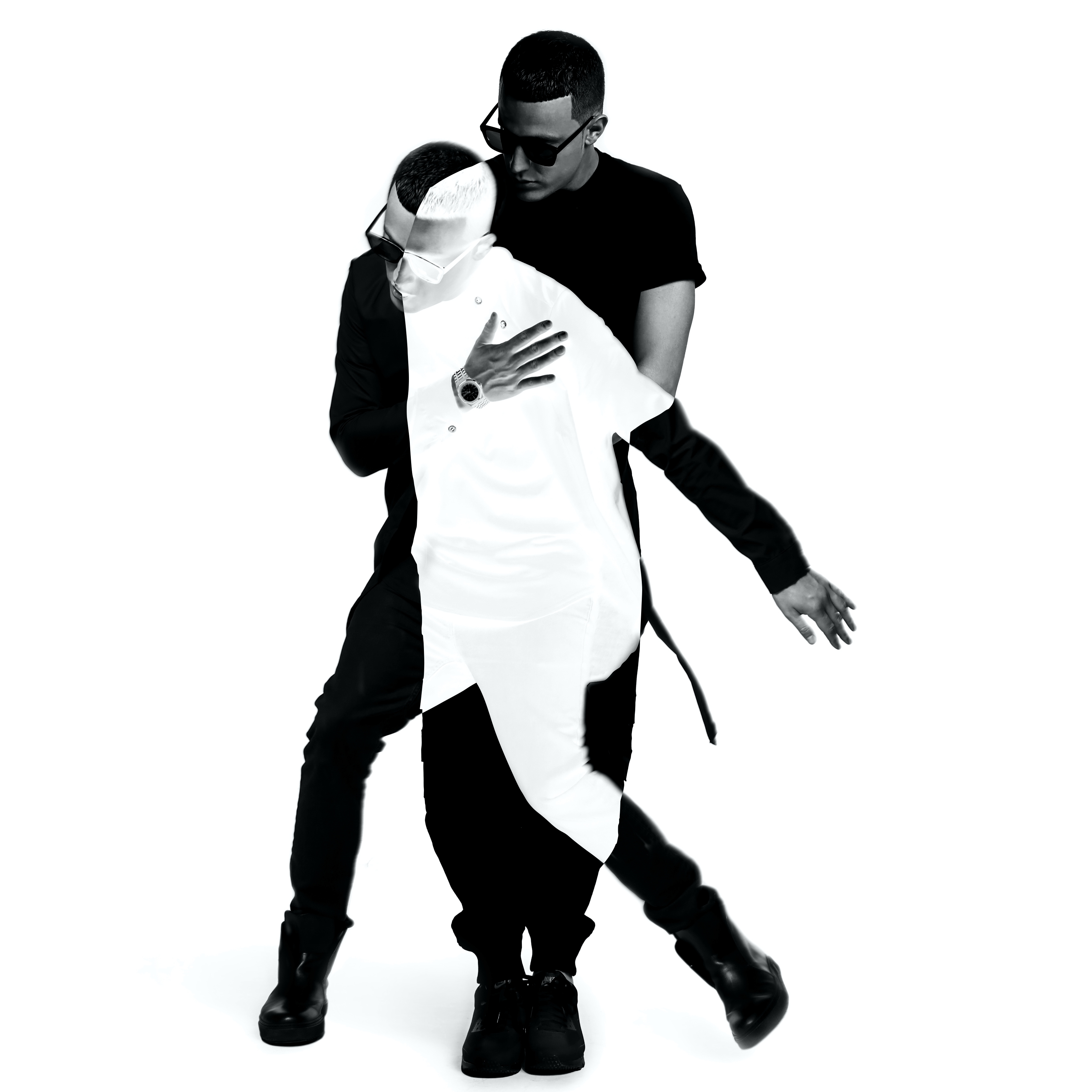
DJ Snake en 2015.

En 2015, Middle est sorti en tant que premier single de son premier album studio sur les labels Interscope Records, Mad Decent et Spinnin' Records, une collaboration avec le chanteur anglais Bipolar Sunshine. Le même mois, DJ Snake et son collègue producteur électronique Tchami ont été blessés dans un accident de voiture, les faisant manquer à un show prévu au festival Monster Mash de Toronto. Le 25 décembre, il dévoile le single aux sonorités trap, Propaganda, sur le label Interscope Records.
En 2016, Forbes l'a nommé l'un de leurs « 30 Under 30 In Music » pour l'année,. Le 21 février, DJ Snake se produit à l'Olympia de Paris pour donner un concert live. Le 10 juin, DJ Snake sort Talk, une collaboration avec la chanteuse George Maple. Il avait laissé entendre la possibilité de publier la nouvelle musique via Twitter quelques jours avant la sortie du deuxième single de son premier album. Le 15 juillet, il dévoile un nouveau single aux sonorités trap, Ocho Cinco, une deuxième collaboration avec les Yellow Claw. Il annonce la sortie de son premier album studio, intitulé Encore, qui sortira le 5 août. Middle et Talk sont des singles extraits de l'album. Le 5 août, DJ Snake dévoile lors de son concert à Rochefort le troisième single issu de l'album, intitulé Let Me Love You, une collaboration avec le chanteur canadien Justin Bieber. Le 26 novembre, il se produit au Zénith de Paris pour donner un concert live en présence de Aazar et Martin Solveig qui effectue la première partie de son set. Le 28 novembre, il sort Sober, une collaboration avec le chanteur JRY.
En 2017, The Half est sorti le 2 janvier, une collaboration avec les rappeurs américains Jeremih, Young Thug et Swizz Beatz. DJ Snake donne un concert privé sur le toit de l'Arc de Triomphe à Paris, le 6 septembre, en direct sur les réseaux sociaux, pour promouvoir son nouveau single qui sortira le 29 septembre, A Different Way une collaboration avec le chanteur Lauv. Le titre a été classé 78e au Canadian Hot 100.

#### Carte Blanche(2018-2024)

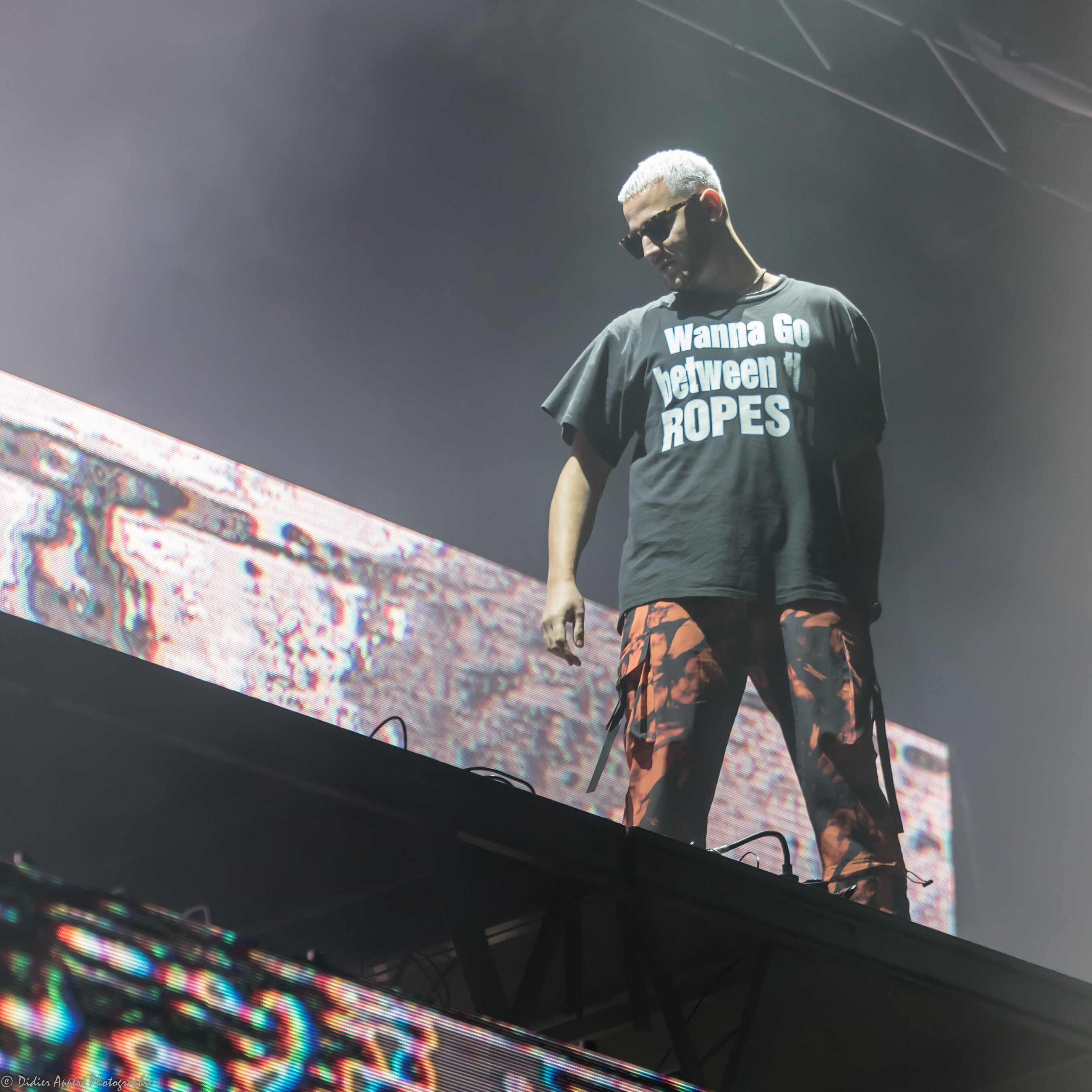
DJ Snake à la Fête du bruit à Landerneau, le 12 août 2019.

En 2018, Magenta Riddim sort le 23 février, en tant que 1re single du second album studio. Le lendemain, DJ Snake se produit à l'AccorHotels Arena en présence de Point Point et Malaa qui effectuent la première partie. Le 22 juin, il dévoile le single Let's Get Ill, une deuxième collaboration avec Mercer. Le 12 juillet, il sort Maradona Riddim, une collaboration avec Niniola. Il a produit le single Burn de SayMyName, sorti le 21 septembre. Le 28 septembre, DJ Snake dévoile après des semaines de teasing, le single aux sonorités latino, Taki Taki, une collaboration avec Ozuna, Cardi B et Selena Gomez. DJ Snake avait laissé entendre la possibilité de publier la nouvelle musique quelques jours avant la sortie du 2e single du second album. La chanson rencontre un succès international, au point d’atteindre 1 milliard de vues sur YouTube en 16 semaines. Il a produit le single Boss de Mercer, sorti le 6 décembre. Billboard nomme DJ Snake au 9e rang de son classement 2018 Billboard Dance 100.
En 2019, DJ Snake a produit le single Girls Have Fun de Tyga, une collaboration avec G-Eazy et Rich The Kid, sorti le 8 février. Le 15 mars, DJ Snake dévoile un single aux sonorités deep house, Try Me, une collaboration avec Plastic Toy sur son propre label Première Classe. Une semaine après, il dévoile SouthSide, une collaboration avec Eptic. Le 9 mai, DJ Snake dévoile le single aux accents de rap, Enzo, une collaboration avec les rappeurs américains Sheck Wes, 21 Savage, Offset et Gucci Mane. Il a produit le single Revolt de Malaa, sorti le 17 mai. Le 13 juin, DJ Snake dévoile après quelques jours de teasing, le single orienté latino, Loco Contigo, une collaboration avec le chanteur colombien J. Balvin et le chanteur américain Tyga. Il annonce la sortie de son second album studio, intitulé Carte Blanche, qui sortira le 26 juillet. Magenta Riddim, Taki Taki et Loco Contigo sont des singles extraits de l'album. Le 25 juillet, il dévoile son 1re single promotionnel de l'album, Fuego, une collaboration avec Sean Paul, Anitta et Tainy. Le 26 juillet, il organise une soirée « Release Party » à Paris pour la sortie de l'album. Le 30 juillet, il dévoile son 2e single promotionnel, Recognize, en featuring avec Majid Jordan. Le clip vidéo du single Fuego est sorti le 10 octobre. Le 7 novembre, il dévoile When the Lights Go Down.
En 2020, la version deluxe de son dernier album Carte Blanche est sorti le 21 février. Cette version deluxe regroupe les 17 pistes de son album et les 14 pistes remixées. Le 22 février, DJ Snake se produit à La Défense Arena avec Vladimir Cauchemar qui effectue la première partie. Il produit le single Amarillo de J. Balvin, sorti le 20 mars. Il a produit le single ACTION de The Black Eyed Peas, sorti le 19 juin. Le 30 août, DJ Snake lance un tournoi de football « Pardon My French Football Games » à Paris.
Il se produit au Parc des Princes le 11 juin 2022 pour le premier concert dans le stade depuis plus de 10 ans.Il invite des personnalités comme Omar Sy, David Guetta, Stromae ou encore le chanteur algérien Khaled.
Le 11 novembre 2023, DJ Snake se produit sur la scène du Red Rocks Amphitheatre, à Denver, cinq ans après son show avec le collectif Pardon My French. Il invite de jeunes artistes en première partie comme Knock2, Devault, What So Not et Odd Mob.
Après le Parc des Princes, DJ Snake annonce le 30 novembre 2023 sur YouTube, qu'il se produira au Stade de France, le 10 mai 2025 pour The Final Show devant 80.000 personnes. Les places sont mises en vente le 8 décembre 2023 à 10h00, à 10h03 la totalité des places sont vendues. Dans la foulée, il fera une représentation a l'Accor Arena de Bercy pour un after party.

#### The OutlawetNomad(depuis 2024)
En 2024, DJ Snake annonce sa participation au festival de bass music Lost Lands, organisé par Excision, qui se déroule à Legend Valley, dans l'Ohio, aux États-Unis. Sa performance, prévue pour le 22 septembre 2024, marque une étape significative dans la carrière de l'artiste, puisqu'il se produit sous un nouvel alias : The Outlaw (littéralement, le hors-la-loi).
The Outlaw adopte un style musical plus brutal et underground, intégrant des genres tels que la bass music, le dubstep, la hard techno ou le riddim. Sur le plan visuel, The Outlaw se distingue par une apparence scénique radicalement différente de celle de DJ Snake. L’artiste se produit sans ses lunettes de soleil mais avec une cagoule noire, qui colle à sa direction artistique et renforce l’aspect mystérieux et subversif de ce nouvel alias.
Il annonce le 10 mai 2025 sur la scène du Stade de France, la sortie de son troisième album, Nomad prévue le 5 septembre 2025, mais également l'un des premiers singles présents avec Paradise en featuring avec Bipolar Sunshine qu'il retrouve après Middle et Future Pt.2 sur l'album Encore.

## Activités parallèles

### Pardon My French

Logo du collectif Pardon My French.

En 2015, DJ Snake fait partie du collectif Pardon My French, composé de quatre DJ français : Tchami, Malaa, Mercer et lui-même. L'objectif de ce collectif est de promouvoir la musique électronique dans le monde, mais aussi de réunir des artistes français pour partager leur passion de la musique.
En 2016, DJ Snake annonce la tournée « Pardon My French Tour » aux États-Unis, avec Tchami, Mercer et Malaa, avec six dates en avril. Il ajoute deux dates supplémentaires, les 28 et 29 décembre,. En 2019, DJ Snake annonce une soirée « Pardon My French » aux Red Rocks Amphitheatre, le 26 avril.
En 2016, le collectif décide de créer une marque de vêtement, sous le même nom du collectif, qui est mis en place durant leurs concerts à travers le monde, ainsi que sur le site officiel. Les 22 et 23 juillet 2017, l'ensemble du collectif a ouvert la première boutique éphémère à Paris, pour la première collection automne-hiver 2017. Le 23 février 2018, DJ Snake a ouvert la boutique éphémère, pour la nouvelle collection printemps-été 2018 et à l'occasion de son concert à l'AccorHotels Arena, à Paris. Il lance une marque de vêtements en édition limitée avec Levi's. Le 27 juillet 2019, DJ Snake a ouvert la boutique éphémère, pour la nouvelle collection « Carte Blanche » qui est représenté principalement à l'occasion de la sortie de son deuxième album. Le 21 février 2020, DJ Snake a ouvert la boutique éphémère, pour la nouvelle collection printemps-été 2020 et pour la collection « I Can't Believe I Woke Up In Paris » à l'occasion de son concert à La Défense Arena, à Paris.

### Première Classe

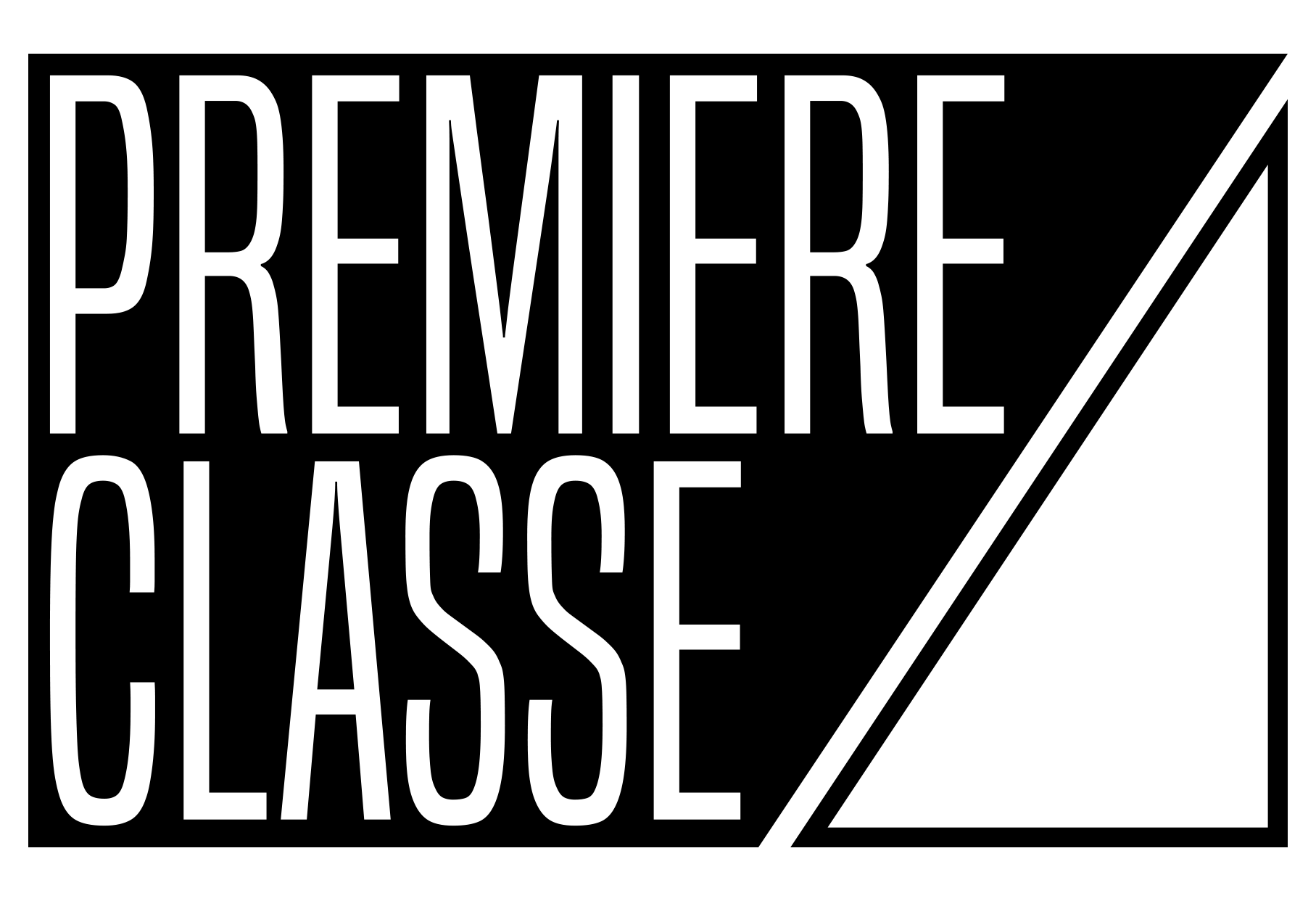
Logo du label de DJ Snake.

Le 20 mars 2018, DJ Snake fonde son label discographique Première Classe. Peu après sa création, 4B et Teez, deux DJs se rejoignent, en sortant leur 1re single Whistle,. D'autres artistes français et internationaux, se joignent à ce label, dont Malaa, Mercer, Aazar, Bellecour, SayMyName, Chace, Plastic Toy. Le label est spécialisé dans les productions de type trap, bass-house en passant par l'electro, deep house, et house.

### Ambassadeur de marque
En parallèle de son activité musicale, DJ Snake se démarque dans d'autres domaines notamment comme ambassadeur de la marque de montre de luxe Hublot, qui lui permettra même de créer son propre modèle, la Big Bang DJ Snake en 2021. Le 18 février 2021, il est choisi pour devenir l'image publicitaire de la nouvelle collection de la marque PUMA.
En 2023, il devient actionnaire minoritaire et ambassadeur de la plateforme de contenu en ligne française, MYM.

### Collaboration avec McDonald's

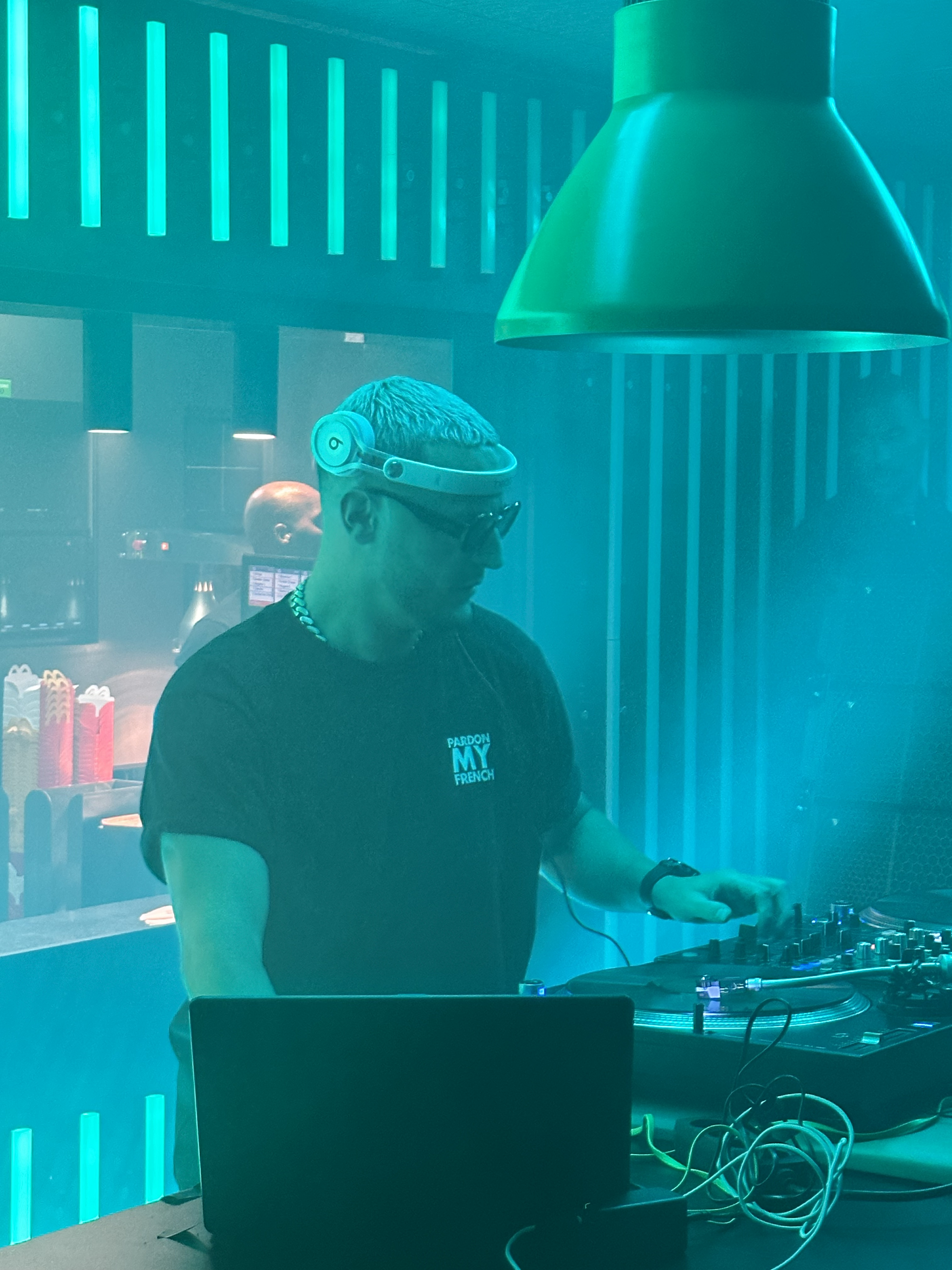
DJ Snake au McDonald's des Champs-Élysées, le 28 juin 2023

Le 20 juin 2023, DJ Snake dévoile une collaboration avec McDonald's et devient à cette occasion le premier artiste européen à avoir son propre menu. En parallèle, l'artiste dévoile un nouveau single Westside Story et une ligne de vêtements en édition limitée avec sa marque Pardon My French.
Le 27 juin 2023, une soirée privée est organisée au McDonald's des Champs-Élysées pour la promotion du menu.

### Palestine
Dans une interview avec le streamer Naskid durant son émission Twitch « NASTALK », DJ Snake - qui dénonce régulièrement le  génocide du peuple palestinien à Gaza par Israël sur ses réseaux sociaux - affirme le 19 novembre que son manager aurait été contacté par l’Élysée pour lui demander de supprimer un post sur ce sujet,. L’entourage du chef de l’État Emmanuel Macron dément toute demande de suppression du moindre post de l’artiste,,.

## Distinctions
En 2014, le DJ remporte sa première récompense aux MTV Video Music Awards dans la catégorie Meilleure réalisation avec le titre Turn Down for What. Il obtient l'année suivante, une récompense aux Billboard Music Awards, pour Turn Down For What. Pendant deux années consécutives, en 2018 et 2019, il remporte le titre de Meilleur DJ français aux Fun Radio DJ Awards[source secondaire souhaitée]. Il remporte également le titre de DJ de l'année aux NRJ Music Awards, entre 2018 et 2021[source secondaire souhaitée]. Nommé aux NRJ DJ Awards, il est récompensé pour les titres de Meilleur hits des clubs de l'année, Clip Vidéo de l'année et Meilleur DJ Francophone entre 2015 et 2020[source secondaire souhaitée].

## Top 100 DJ Mag
Pour la première fois, en 2014, il entre dans le Top 100 DJ Magazine en 65e position. En 2015, il gagne 33 points et se place en 32e position. L'année suivante, il obtient 10 points et se place en 22e position. Il reste dans le Top 30, trois années consécutives puis en 2019, il se place 16e,,. En 2020, il obtient la 25e place du classement. En 2021, il obtient la 33e, la 44e place en 2022 et la 38e place en 2023.

## Discographie
- 2016 : Encore
- 2019 : Carte Blanche
- 2025 : Nomad

### Note
1. ↑  Il possède un passeport des deux pays[4].